# Haladie
Der Haladie ist ein mehrklingiger Dolch aus Indien. Er wurde ursprünglich vom Volk der Rajputen benutzt und hat weitere Verbreitung in Indien, Persien dem Sudan und dazwischenliegenden Gebieten gefunden.

## Geschichte
Der Haladie wurde von den Rajputen für den Angriff und die Verteidigung entwickelt.

## Beschreibung
Der Haladie besteht aus zwei Dolchklingen. Diese sind doppelt (S-förmig) gebogen, zweischneidig und haben einen starken Mittelgrat. Der Schliff der Klinge kann glatt oder gezackt sein. Die Klingenlänge der beiden Dolchklingen beträgt je etwa 22 cm. Die Gesamtlänge etwa 60 cm. Die Klingen sind gegenüberliegend durch einen Griff verbunden. Der Griff besteht aus Holz, Horn, Metall oder Elfenbein. An den Klingenenden kann ein Handschutzbügel angebracht sein, der bei Angriffen als Parier dient. Bei manchen Versionen ist auf dem Handschutzbügel eine kleine Stoßklinge angebracht, deren Länge etwa 10 cm beträgt. Ein ähnlicher Dolch wird in Arabien benutzt.

## Varia
Der Doppeldolch ist auch ein Sonderzeichen, Unicode-Zeichen „‡“ (U+2021), Windows- und Linux-Eingabe mit Alt + 0135.